# لورنزو لاماس
لورنزو لاماس (بالإنجليزية: Lorenzo Lamas)‏ ممثل تلفزيوني أمريكي من أصل ارجنتيني، ولد في كاليفورنيا 1958 ، عرفه الجمهور من خلال مسلسل فالكون كريست الذي بدأ عرضه عام 1981 

## روابط خارجية
- لورنزو لاماس على موقع IMDb (الإنجليزية)
- لورنزو لاماس على موقع روتن توميتوز (الإنجليزية)
- لورنزو لاماس على موقع ألو سيني (الفرنسية)
- لورنزو لاماس على موقع ميوزك برينز (الإنجليزية)
- لورنزو لاماس على موقع تيرنر كلاسيك موفيز (الإنجليزية)
- لورنزو لاماس على موقع أول موفي (الإنجليزية)
- لورنزو لاماس على موقع قاعدة بيانات الأفلام السويدية (السويدية)
- لورنزو لاماس على موقع إن إن دي بي (الإنجليزية)
- لورنزو لاماس على موقع ديسكوغز (الإنجليزية)
- لورنزو لاماس على موقع قاعدة بيانات الفيلم (الإنجليزية)